# Piła Kościelecka (gromada)
Piła Kościelecka (od 1 III 1959 Bolęcin) – dawna gromada, czyli najmniejsza jednostka podziału terytorialnego Polskiej Rzeczypospolitej Ludowej w latach 1954–1972.
Gromady, z gromadzkimi radami narodowymi (GRN) jako organami władzy najniższego stopnia na wsi, funkcjonowały od reformy reorganizującej administrację wiejską przeprowadzonej jesienią 1954 do momentu ich zniesienia z dniem 1 stycznia 1973, tym samym wypierając organizację gminną w latach 1954–1972.
Gromadę Piła Kościelecka z siedzibą GRN w Pile Kościeleckiej utworzono – jako jedną z 8759 gromad na obszarze Polski – w powiecie chrzanowskim w woj. krakowskim, na mocy uchwały nr 20/IV/54 WRN w Krakowie z dnia 6 października 1954. W skład jednostki weszły obszary dotychczasowych gromad Bolęcin ze zniesionej gminy Babice i Piła Kościelecka ze zniesionej gminy Trzebinia w tymże powiecie. Dla gromady ustalono 13 członków gromadzkiej rady narodowej.
Gromadę Piła Kościelecka zniesiono 1 marca 1959 w związku z przeniesieniem siedziby GRN z Piły Kościeleckiej do Bolęcina i przemianowaniem jednostki na gromada Bolęcin.